# Walter Peter (Künstler, 1900)
Walter Peter (* 29. Juli 1900 in Krotoschin; † 15. Juli 1984 in Berlin) war ein deutscher Bildhauer und Grafiker.

## Leben
Peter begann sein Studium 1918–1920 an der Kunstgewerbeschule in Stettin. 1921 zog er nach Berlin um und setzte dort bis 1923 seine Ausbildung an der Unterrichtsanstalt am Kunstgewerbemuseum fort. Anschließend war er als freischaffender Grafiker tätig und unternahm Studienreisen nach Paris, Florenz und Rom.
Von 1927 bis 1931 setzte Peter sein Studium im Bereich Bildhauerei an den Vereinigten Staatsschulen für Freie und Angewandte Kunst in Berlin bei den Professoren Wilhelm Gerstel und Edwin Scharff fort. Von 1931 bis 1933 war er Meisterschüler von Edwin Scharff.
In den Jahren nach 1933 war Peter als freischaffender Grafiker und Bildhauer in Berlin tätig. Er erhielt Ausstellungsverbot. Von 1942 bis 1945 war er im Kriegsdienst. Nach dem Krieg konnte er seine freiberufliche Tätigkeit fortsetzen. Wolfdietrich Schnurre schrieb in der Besprechung einer gemeinsamen Ausstellung mit Fritz Cremer, Peters Zeichnungen und Skizzen würden „einen sehr subtilen und ganz dem Zauber des körperhaft Dreidimensionalen verhafteten Künstler verraten“. Von 1952 bis 1965 lehrte Walter Peter als Dozent für Anatomie und Aktzeichnen am Staatlichen Lehrinstitut für Graphik, Druck und Werbung in Berlin.

## Ausstellungen
- 1947: Kollektivausstellung Galerie Franz, Berlin
- 1954: Badischer Kunstverein, Karlsruhe
- 1963: Herbstsalon '63, München
- 1963: Galerie S, Ben Wagin, (Kunst und Diktatur), Berlin
- 1965: Staatliches Lehrinstitut für Graphik, Druck und Werbung, Berlin
- 1966: Sonderausstellung innerhalb der Großen Berliner Kunstausstellung, Berlin
- 1967: Kunstverein Hannover
- 1970: Haus am Lützowplatz, Berlin
- 1972: Haus der ostdeutschen Heimat, Berlin (mit: Gerd Jonelat)